# Сім'я Бонанно
Злочинна Сім'я Бонанно є однією з «п'яти сімей», які домінують в організованій злочинності в Нью-Йорку та інших містах Сполучених Штатів Америки, як частина американської мафії. Сім'я була відома як Злочинна Сім'я Маранцано, поки її засновник Сальваторе Маранцано не був убитий в 1931 році. Тоді Джозеф Бонанно взяв під свій контроль більшу частину сім'ї, і у віці 26 років Бонанно став одним з наймолодших босів кримінальних сімей. Під керівництвом Бонанно в період з 1931 по 1968 роки сім'я була однією з найвпливовіших в країні. На початку 1960-х років Бонанно спробував повалити кількох лідерів Комісії, але безрезультатно.
Починаючи з 1964 по 1966 рік про Бонанно нічого не було чути. Внаслідок чого почалася «бананова війна» (англ. Banana War), яка тривала до 1968 року, до моменту коли Бонанно втік в Аризону. В період з 1976 по 1981 рік в сім'ю проник агент ФБР, який називає себе Донні Браско, що стало причиною виходу сім'ї  зі складу Комісії. Справи сім'ї пішли в гору тільки в 1990-х при Джозефі Массіно, і до початку нового тисячоліття не тільки повернулася в Комісію, а й стала найвпливовішою родиною в Нью-Йорку. Проте, на початку 2000-х років, Массіно сам став урядовим інформатором (донощик), першим босом П'яти сімей в Нью-Йорку, який зробив це. Сім'я Бонанно вважалася найжорстокішою з п'яти нью-йоркських родин у 20-му столітті.

## Історія

### Сицілійське походження
Початки злочинної сім'ї Бонанно можна простежити до міста Кастелламмаре-дель-Гольфо, розташованого в провінції Трапані, Сицилія, їх боса Джузеппе Бонанно і його старшого брата і радника Стефано. Найсильнішим союзником клану був лідер магадінского клану Стефано Магаддіно, брат бабусі Джузеппе по материнській лінії. У 1900-х роках два клани ворогували з Феліче Бучеллато, босом клану Мафія Буччеллаті. У 1902 році Магаддіно прибув в Нью-Йорк і став впливовим членом клану Кастелламмарезе. Після вбивств Стефано та Джузеппе їх молодший брат Сальваторе помстився, вбивши членів Бучелатос (Buccellatos). У 1903 році Сальваторе одружився з Кетрін Бонвентре, а 18 січня 1905 року вона народила Джозефа Бонанно. Через три роки Сальваторе переїхав зі своєю родиною до Нью-Йорка і почав встановлювати панування та контроль у громаді Кастелламмарезе Вільямсбурга, Бруклін. Працюючи в Брукліні, лідери Кастелламарезе змогли зберегти майбутнє злочинної організації. У 1911 році Сальваторе повернувся на Сицилію і помер від серцевого нападу в 1915 році. У 1921 році Магаддіно втік до Баффало, штат Нью-Йорк, щоб уникнути звинувачень у вбивстві, і клан Кастелламмарезе був переданий Ніколо Широ.

### Кастелламарська війна
У 1930 році між угрупуванням Джузеппе Массеріа і членами Кастелламаррезе спалахнуло насильство через крадіжку контрабандного лікеру Массерії. Це незабаром переросло в повномасштабну війну, відому як Кастелламарська війна. У той час Кастелламмарезом керував Ніколо Широ, який намагався працювати з Массеріа. Скіра був замінений Сальваторе Маранцано, який хотів взяти під контроль нью-йоркський злочинний світ. Під його керівництвом кровопролиття тривало.